# Phare Strongili
Le phare Strongili est situé sur l'île Strongili au nord de l'île d'Eubée en Grèce. Il est achevé en 1870.

## Caractéristiques
Le phare est une tour cylindrique de couleur blanche, au sommet de la maison du gardien, dont le dôme de la lanterne est de couleur verte. Il s'élève à 41 mètres au-dessus de la mer Égée. Il délimite, avec le phare Argirónisos, l'entrée Nord de l'étroit passage entre l'île d'Eubée et le continent, c'est-à-dire le détroit Dhíavlos Oreón, entre le golfe Maliaque et le golfe Euboïque. Il permet d'éviter un haut-fond, dangereux, de 247 mètres à l'est de l'île. L'accès à l'île se fait en bateau à partir du village Agios Georgios. En 2001, la lentille du phare est remplacée.

## Légende
Strongili,  signifie en grec « ronde » et la légende dit que l'île a été nommée en raison de la tête ronde du roi Lissas tué par Hercule. Le roi coule dans le golfe d'Eubée et seul le haut de sa tête reste visible.

## Codes internationaux
- ARLHS[3] : GRE-124
- NGA : 16380
- Admiralty[4] : E 4420

## Source
(en) [PDF] List of lights radio aids and fog signals - 2011 - The west coasts of Europe and Africa, the mediterranean sea, black sea an Azovskoye more (sea of Azov) (la liste des phares de l'Europe, selon la National Geospatial - Intelligence Agency)- Version 2011 - National Geospatial - Intelligence Agency